# Infibulatie

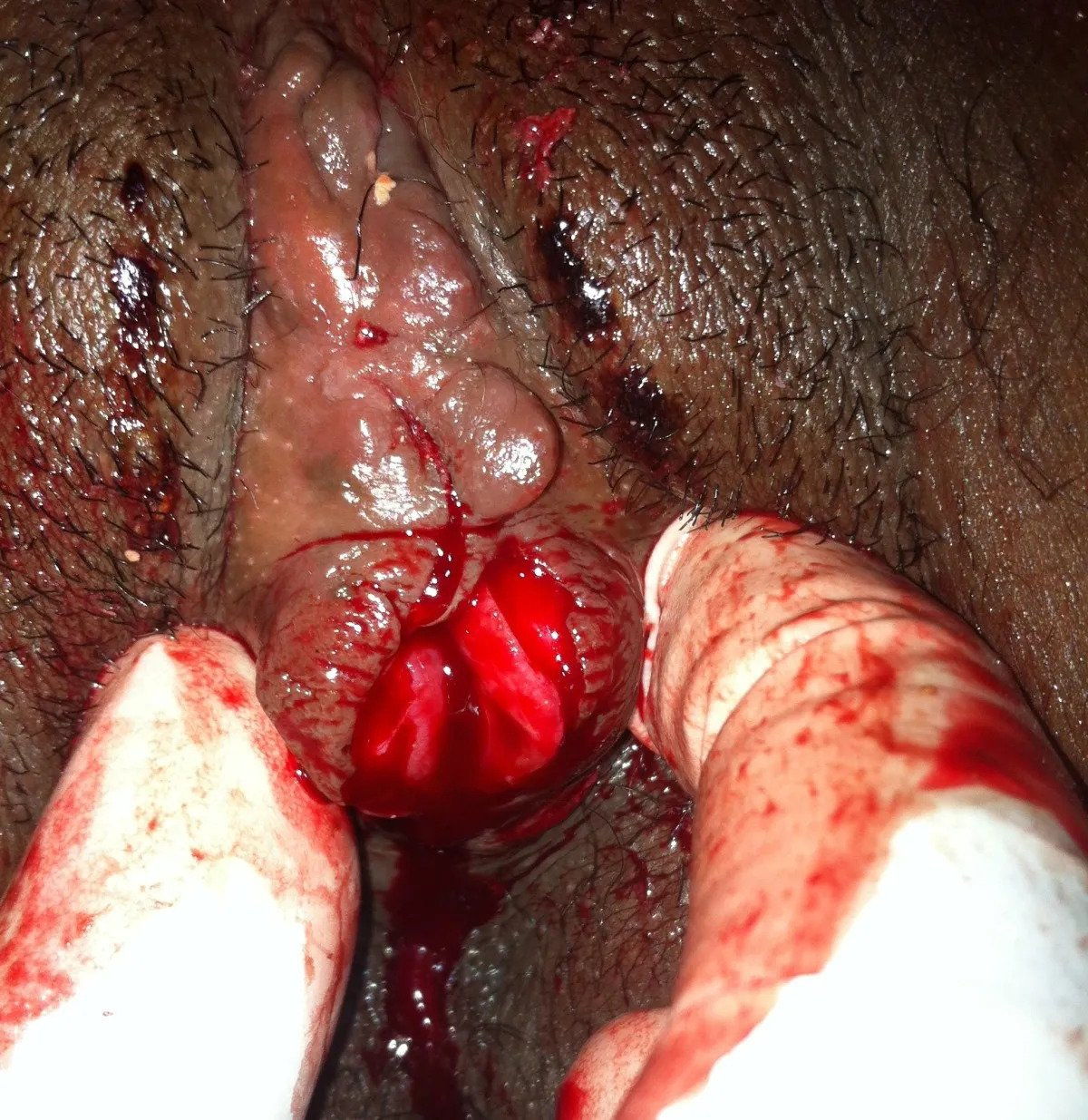
Vulva van een 21-jarige Ethiopische vrouw die infibulatie ondergaan heeft op achtjarige leeftijd en de-infibulatie krijgt bij een arts.

Infibulatie (ook faraonische besnijdenis) is vorm van vrouwelijke genitale verminking waarbij de vaginale opening door het knippen, verplaatsen en hechten van de schaamlippen vernauwd wordt, met of zonder clitoridectomie.  De Wereldgezondheidsorganisatie definieert deze ingreep als vrouwelijke genitale verminking type III, de meest ernstige vorm.
Infibulatie is een vorm die in Afrika in 10% van de besneden vrouwen voorkomt. Het gebruik concentreert zich in Noordoost-Afrika in de landen Djibouti, Eritrea, Ethiopië, Somalië en Soedan. Naar schatting hebben acht miljoen vrouwen deze ingreep ondergaan.
Bij een ingrijpende vorm wordt de clitoris, labia minora en labia majora weggesneden. Hierna worden de wondvlakken tegen elkaar gefixeerd met een gesp, naald of grote doorn of worden de benen enkele weken samengebonden om de wond te laten vergroeien. Tijdens deze helingsperiode bevindt zich een stokje in de wond om een opening te creëren waarlangs urine en menstruatiebloed kunnen vloeien.
Een andere manier van infibulatie is niet door wegsnijden, maar door scarificatie van de binnenste schaamlippen.
Bij infibulatie is geen geslachtsverkeer en bevalling mogelijk. De-infibulatie is een ingreep om de door infibulatie afgesloten vaginale opening opnieuw open te snijden. Na een bevalling kan een herinfibulatie plaatsvinden waarbij de vaginale opening opnieuw wordt dichtgemaakt.
Infibulatie geeft vaak lichamelijke functiestoornissen en wordt daardoor bij meerderjarigheid indien mogelijk door artsen hersteld door een gynaecologisch chirurgische behandeling in de vorm van de-infibulatie met midline incisie. In Nederland valt dit onder de basiszorgverzekering. Reconstructie van clitoris en vulvaire structuren gelden als een cosmetische behandeling. Er is in 2019 discussie om bij infibulatie dit te laten vallen onder verminking en te vergoeden.